# Violette Parfumée
'Violette Parfumée' est un cultivar de rosier hybride de thé grandiflora obtenu par le rosiériste français Dorieux en 1992.

## Description
Cette rose, dont le buisson s'élève de 100 à 120 cm pour 70 à 100 cm d'envergure, a été primée à de nombreuses reprises pour son parfum et son coloris exceptionnel : de violet-pourpre à mauve-argenté, en passant par le vieux rose.  Ses roses mesurent 9 à 10 cm de diamètre et présentent une forme turbinée typique des hybrides de thé. Elles possèdent 25 à 30 pétales d'aspect satiné.
Son buisson possède un feuillage dense vert foncé et des aiguillons rouges à pointe jaune. Ses feuilles à 3 ou 5 folioles sont dentées et épineuses, sur le dessous.
Elle fleurit de fin mai à octobre. Elle ne produit pas de fruits à l'automne. Elle est issue de 'Dioressence' (Delbard, 1984) x 'Nuit d'Orient'.
Ce rosier  fait d'excellentes fleurs à couper.

## Distinctions
- Médaille d'or et coupe du parfum de Paris-Bagatelle, 1995[4]
- Médaille d'or et grand prix du parfum à Baden-Baden, 1995
- Médaille de bronze à Madrid, 1995
- Rose de l'année Jarditec (prix de l'association des journalistes horticoles), 1997
- Prix de la rose la plus parfumée à Portland, 2000
- Médaille d'or de la plus belle rose bleue à Rome, 2002